# Ögeltjärnen (Själevads socken, Ångermanland)
Ögeltjärnen är en sjö i Örnsköldsviks kommun i Ångermanland och ingår i Moälven-Nätraåns kustområde.
Sjön ingår i naturreservatet Ögeltjärn.